# Колишні селища міського типу Якутії
Колишні селища міського типу Якутії - селища міського типу (робітники і дачні), що втратили цей статус у зв'язку з адміністративно-територіальними перетвореннями.

## Б
- Батилінскій - смт с 1940 рік а. Перетворений в сільський населений пункт в 1950-і роки.
- Бест - смт с 1961 рік а. Перетворений в сільський населений пункт в 1999 рік у.
- Великий Німнир - смт с 1973 рік а. Перетворений в сільський населений пункт в 2005 рік у.
- Бриндак - смт з 1947 року. Скасовано в 2008 році.
- Бурхалінскій - смт с 1940 рік а. Перетворений в сільський населений пункт в 1950-і роки.
- Биковський - смт с 1943 а. Перетворений в сільський населений пункт в 1999 рік у.

## В
- Власова - смт с 1973 рік а. Скасовано в 1998 рік у.
- Другий Орочи - смт с 1932 рік а. До 1938 року називався 'Середньо-Серебровський'. Скасовано в 1956 у.

## Д
- Джеконда - смт с 1932 рік а. Перетворений в сільський населений пункт в 1960-і роки.
- Дружина - перетворений в сільський населений пункт в 1975 рік у.

## Е
- Евканджінскій - смт с 1940 рік а. Перетворений в сільський населений пункт в 1950-і роки.

## З
- Зарічний - перетворений в сільський населений пункт в 2008 році.

## К
- Кабактан - смт с 1939 рік а, скасований в 1947 у.
- Кангаласси - смт с 1957 рік а. Включено до складу міста Якутськ в 2004 рік у.
- Канкунської - смт с 1950 рік а. Скасовано в 2001 рік у.
- Кулар - смт с 1965 рік а. Скасовано в 1998 рік у.
- Кил-Баста - включений до складу міста Покровск в 1997 рік у.

## Л
- Лазо - смт с 1977 рік а. Скасовано в 2001 рік у.
- Мухтуя - смт с 1957 рік у. Перетворений в місто Ленськ в 1963 рік у.

## М
- Маган - смт с 1978 рік а. Перетворений в сільський населений пункт в 2004 рік у.
- Марха - смт с 1969 рік а. Включено до складу міста Якутськ в 2004 рік у.
- Мінорскій - смт с 1940 рік а. Скасовано в 1947 у.

## Н
- Нелькан - смт з 1964 року. Скасовано в 2008 році.
- Нерюнгрі - смт с 1971 рік а. Перетворений в місто в 1975 рік у.
- Німнирскій - перетворений в сільський населений пункт в 1973 рік у.
- Нюрба - смт с 1958 рік а. Перетворений в місто в 1997 рік у.

## Про
- Огонек - перетворений в сільський населений пункт в 1972 рік у.
- Ольчан - смт с 1977 рік а. Перетворений в сільський населений пункт в 2001 рік у.
- Орочи - смт с 1932 рік а. Перетворений в сільський населений пункт в 1969 рік у.

## П
- Покровск - смт с 1941 а. Перетворений в місто в 1997 рік у.
- Предпорожний - смт з 1961 року. Скасовано в 2008 році.

## З
- Сарилах - смт с 1979 рік а. Перетворений в сільський населений пункт в 2001 рік у.
- Північний - смт с 1979 рік а. Скасовано в 2005 рік у.
- Спокійний - смт с 1942 а. Скасовано в 1956 у.

## Т
- Табаго - смт с 1986 рік а. Перетворений в сільський населений пункт в 2004 рік у.
- Тенкелі - смт с 1973 рік а. Скасовано в 1998 рік у.
- Тит-Ари - смт с 1943 а. Перетворений в сільський населений пункт в 1966 рік у.
- Трофимовская - смт с 1943 а. Перетворений в сільський населений пункт в 1950-і роки.

## У
- Вдалий - смт с 1968 рік а. Перетворений в місто в 1987 рік у.
- Усмун - перетворений в сільський населений пункт в кінці 1950-х років.

## Ч
- Чагда - смт с 1941 а. Перетворений в сільський населений пункт в 2001 рік у.

## И
- Иллимах - смт с 1978 рік а. Перетворений в сільський населений пункт в 2005 рік у.
- Иникчанскій - смт з 1940 року. Скасовано в 2008 році.

## Е
- Ельгінскій - смт з 1958 року. Скасовано в 2008 році.
- Ельконка - смт с 1963 рік а. Перетворений в сільський населений пункт в 1981 рік у
- Емельджак - перетворений в сільський населений пункт в 1970-і роки.

## Ю
- Юр - смт с 1942 а. Перетворений в сільський населений пункт в 1970-і роки.

## Я
- Якокут - смт с 1962 рік а. Перетворений в сільський населений пункт в 1993 рік у.
- Янський - смт с 1940 рік а. Перетворений в сільський населений пункт в 1960-і роки.